# Christiansburg (Ohio)
Christiansburg è un villaggio degli Stati Uniti d'America, situato nello stato dell'Ohio, nella contea di Champaign.